# Белорусская федерация футбола
Белорусская федерация футбола (полное название «Ассоциация „Белорусская федерация футбола“», АБФФ, бел. Беларуская федэрацыя футбола) — организация, осуществляющая контроль и управление футболом в Беларуси. Штаб-квартира находится в Минске. Занимается организацией национального чемпионата, сборных страны, поддержкой, развитием и популяризацией всего футбола в целом.

## История
Белорусская федерация футбола была основана в 1989 году. В 1992 году федерация в ФИФА, благодаря чему сборная Беларуси получила право участвовать в розыгрышах чемпионата мира. В 1993 году присоединилась к УЕФА, что позволило сборной принимать участие в чемпионатах Европы, а белорусским клубам — в еврокубках.
В июне 2021 года УЕФА отстранил Белорусскую федерацию футбола от проведения любых мероприятий и соревнований под своей эгидой: на проведение матчей сборных и клубов страны в турнирах УЕФА на территории страны был наложен запрет, а ранее намеченные Лига чемпионов УЕФА по мини-футболу 2021/2022 и Конгресс УЕФА 2021 года были перенесены в другие страны. Ранее чемпионат Европы по футболу 2021 года среди девушек до 19 лет, который планировалось провести в Беларуси, был отменён из-за пандемии COVID-19.
После вторжения России на Украину в 2022 году ФИФА и УЕФА отстранили белорусские клубы и сборную от международных матчей, однако позднее это решение было отменено. В качестве мер безопасности УЕФА запретил командам Беларуси принимать международные матчи на территории своей страны.

## Председатели
- Евгений Шунтов (1989—1999)
- Григорий Фёдоров (1999—2003)
- Геннадий Невыглас (2003—2011)
- Сергей Румас (22 апреля 2011—2019)
- Владимир Базанов (2019—2023)
- Николай Шерстнёв (2023—2025)
- Евгений Булойчик (с 2025)